# Edicija Lvxor Design
Edicija Lvxor Design, hrvatska neovisna diskografska kuća iz Splita. Vodio ju je Marinko Biškić. Djelovala je od 1988. do polovice 1990-ih. Bila je usmjerena na izdavanje nosača zvuka splitskih sastava koji su tada teško dolazili do izdavača i teže su mogli objaviti svoj album, EP ili singl nego sastavi iste ili lošije kakvoće u Zagrebu ili Sarajevu. Kod Lvxor Designa albume su u ograničenim izdanjima objavili Daleka obala, Evil Blood, Stigmata, Ra-ra, Zippo, Vatrene ulice, Otprilike ovako, Jugotonz, Touch Friction, No Comment, Why stakla, Šumski, Žoambo Žoet Workestrao. Često su objavljena izdanja bila izrađena načinom "uradi sam".

## Vanjske poveznice
- BandCamp